# Charles Lemaire (Forschungsreisender)

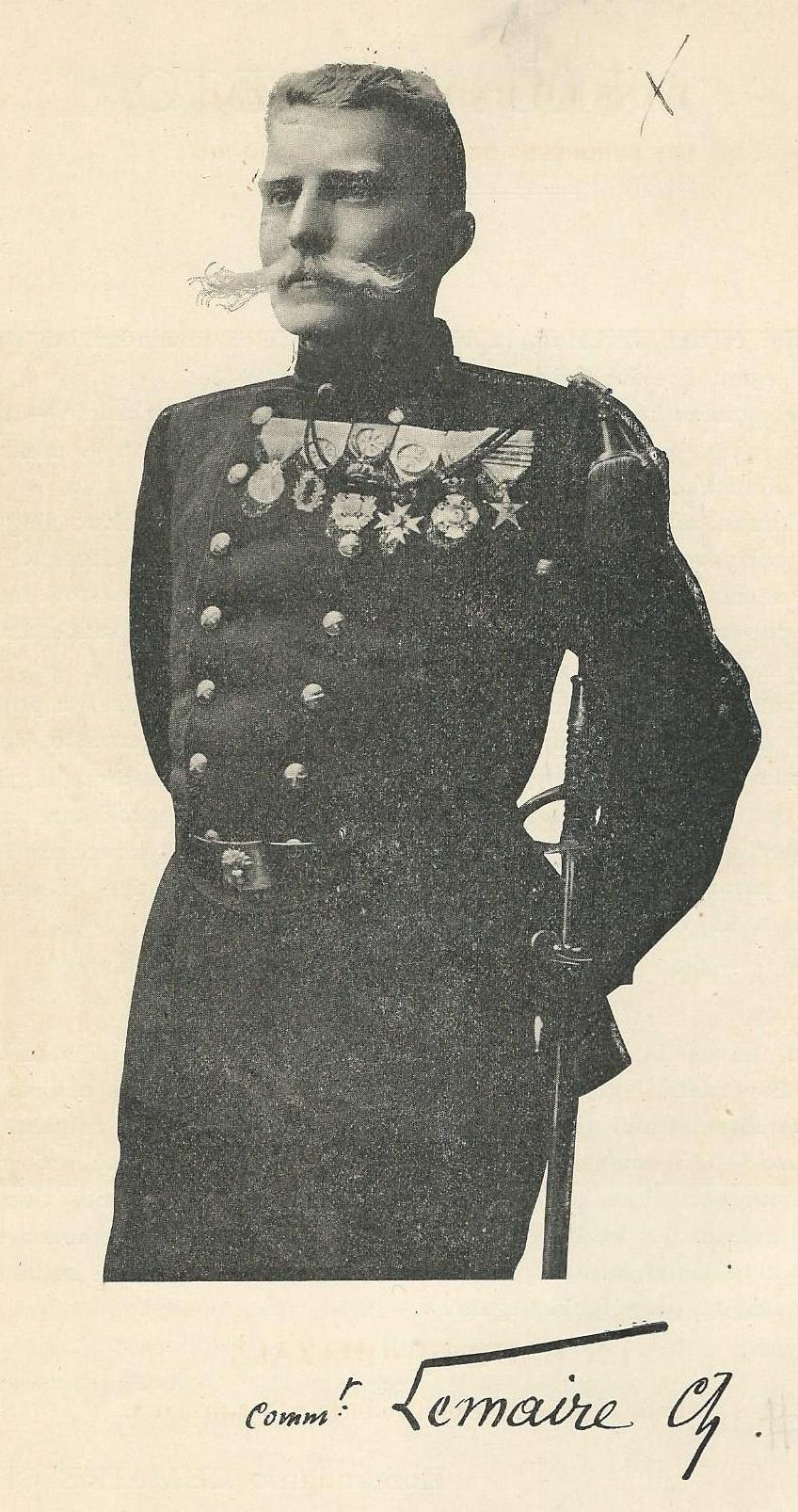
Charles Lemaire, 1906

Charles François Alexandre Lemaire (* 11. Juni 1869 in Cuesmes, Belgien; † 21. Januar 1926 in Brüssel, Belgien) war ein belgischer Soldat und Forschungsreisender, der ab Ende der 1880er Jahre für den belgischen König Leopold II. an Expeditionen teilnahm, die zu dieser Zeit auf dem Gebiet des Kongo-Freistaats organisiert wurden. Bekanntheit erlangte er für seine ausführlichen Reiseberichte, als Buchautor und erster Präsident der belgischen Kolonialuniversität, die von 1920 bis 1962 in Antwerpen existierte. Darüber hinaus war er auch der erste echte Förderer des Esperanto in Belgien.

## Biografie

### Frühe Jahre und erster Einsatz im Kongo
Lemaire war der Sohn des Kaufmanns Léon Lemaire und der Flore Lardinois. Er besuchte die Grundschule an der Gemeindeschule von Cuesmes und anschließend die weiterführende Schule an der Athénée in Mons.
Am 21. Oktober 1881 wurde er an der Königlichen Militärakademie in Brüssel aufgenommen und verließ diese 1886 als Leutnant im 2. Artillerie-Regiment.
Am 1. November 1889 trat er als stellvertretender Kommissar des Bezirks Cataractes in den Dienst des Freistaats Kongo. Er eröffnete eine neue, einfachere Transportlinie zwischen Matadi und Léopoldville. In seinen Memoiren erklärte er später, dass er bei seiner Ankunft im Kongo durchaus mit Gewalt gegen die Bevölkerung vorgegangen sei. Die Gründe hierfür, waren zunächst die Eroberung von Territorien und dann die Ausbeutung wirtschaftlicher Reichtümer (z. B. die Kautschukernte).
Im Dezember 1890 wurde ihm die Leitung des neuen Bezirks Équateur übertragen. Er verlegte die von Alphonso van Gèle gegründete Bezirkshauptstadt von Équateurville (am Zusammenfluss von Ruki und Kongo) an das linke Ufer des Ruki und gründete dort Coquilhatville, benannt nach dem stellvertretenden Generalgouverneur Coquilhat, der am 24. März in Boma gestorben war. Er lebte dort bis 1893 und erschloss die Umgebung wirtschaftlich durch den Aufbau von ersten Kaffee-, Kakao- und Tabakplantagen. Er führte auch Erkundungstouren durch, bei denen er zahlreiche geografische, ethnografische und botanische Beobachtungen am Verlauf der Flüsse Ruki, Busira, Lulonga, Lopori, Ikelemba und zur Hydrographie des Lumbi-Sees und des Tumbasees machte.
Er befahl ebenso Strafexpeditionen in die Region, sowohl um aufständische Dörfer niederzuschlagen als auch um Gebiete mit hohem Kautschukvorkommen zu erkunden. Hintergrund war, dass er seitens der Regierung angewiesen wurde, bestimmte Quoten für die Kautschukernte einzuhalten. Zunächst unternahm Lemaire Schritte, um diese Quoten, auch unter Gewaltanwendung, zu erreichen, nahm  aber schließlich davon Abstand, da es an geeigneter Infrastruktur und Arbeitern mangelte. In einem Brief an die Regierung schrieb er:

« Pour faire du caoutchouc dans le District de l'Equateur, (où nulle préparation n'avait été faite), il faudra couper des mains, des nez et des oreilles, et je ne sache pas que nous ayons chassé les bandits arabes pour nous substituer à eux. »

„Wir werden Hände, Nasen und Ohren abschneiden müssen, wenn wir im Bezirk Équateur Kautschuk sammeln wollen (wo keine Vorbereitungen [dafür] getroffen wurden). Und ich glaube nicht, dass wir die arabischen Banditen vertrieben haben, um ihren Platz einzunehmen.“

Im Juni 1893 wurde Lemaire in seiner Rolle als Kommissar durch Leon Fiévez ersetzt, teilweise aufgrund seiner Nichteinhaltung der Kautschukquoten.

### Weiteres Engagement im Kongo und in Belgien
Im Oktober 1893 reiste Lemaire nach Belgien, da seine erste Amtszeit im Kongo-Freistaat beendet war. Auf dem Weg per Kanu über den Kongo nach Leopoldsville wurde er angeschossen und verwundet. Während seines Urlaubs hielt er zahlreiche Vorträge, um die öffentliche Meinung für die Annexion des Kongo durch Belgien einzustimmen. Er nahm an Konferenzen verschiedener wissenschaftlicher Gesellschaften teil und veröffentlichte Berichte über seine verschiedenen Aktivitäten.
Im Juli 1895 kehrte er als Mitglied der Bauinspektionskommission der Matadi-Léopoldville-Eisenbahn in den Kongo zurück, um die Bedingungen für den Straßen- und Eisenbahnbau im Kongo zu prüfen.
Bei einem erneuten Aufenthalt in Belgien 1897 wurde er zum Generalsekretär der Kongo-Sektion in Tervuren ernannt, die Teil der Brüsseler Weltausstellung war.

### Forschungsreisen und spätere Anklage
Im April 1898 beauftragte König Leopold II. Lemaire mit der Leitung einer wissenschaftlichen Mission nach Katanga. Begleitet unter anderem von dem Maler Léon Dardenne verließ er Europa am 14. April 1898 und erreichte Chinde an der Mündung des Sambesi am 25. Mai. Von dort aus reiste die Expedition nordwestwärts über den Sambesi, den Shire und den Njassasee. Die Expedition erreichte den Tanganjikasee am 31. Juli. und kam am 5. September 1900 in Boma an. Während dieser siebenundzwanzigeinhalb Monate dauernden Expedition hatten die Teilnehmer 3.000 km zurückgelegt.
Zahlreiche Berichte und Dokumente zu den umfangreichen Forschungsergebnissen der Reise konnten der Regierung des Kongo-Freistaates zur Verfügung gestellt und anschließend von verschiedenen Organisationen, wie Belgique Coloniale, der Société Belge de Géologie oder dem Service météorologique de Belgique veröffentlicht werden.
1902 zum Hauptmann ernannt, erkundete er zusammen mit Albert Paulis die Bhar-El-Ghaza Region und die Lado-Enklave, bevor er 1905 über den Nil nach Europa zurückkehrte. Auch der wissenschaftliche Ertrag dieser Expedition war umfangreich. In zweieinhalb Jahren ermittelte die Expedition 135 astronomische Positionen und Lemaire erstellte eine Karte und eine topografischen Übersicht seiner Route und machte daneben auch botanische, zoologische und geologische Entdeckungen.
Im Januar 1906 beauftragte ihn der König mit der Leitung einer belgischen Mission, die gemeinsam mit einer britischen Mission die Ostgrenze des Kongogebietes entlang des 30. Längengrads festlegen sollte. Am Vorabend des geplanten Abreisetermins im Januar 1907 wurde Lemaire allerdings aus der Mission entlassen, nachdem von offizieller Seite des Kongo-Freistaats Anschuldigungen wegen seines Vorgehens gegenüber den Soldaten der Bahr-el-Expedition und während seiner Zeit als Leiter des Équateurbezirks erhoben wurden.
Seitens der Justiz des Freistaats wurden Lemaire „missbräuchliche Härte gegenüber den indigenen Soldaten (…) und Misshandlung der Zivilbevölkerung vorgeworfen.“ Als Konsequenz trat Lemaire im März 1907 von seinem Amt als Staatsbevollmächtigter zurück und erhielt im Rang eines Hauptmanns seinen Ruhestand aus der Armee.

### Spätere Jahre
Nach seinem Rücktritt im Jahr 1907 trug er zur Verbreitung der Weltsprachen „Esperanto“ und „Ido“ in Belgien bei, hielt weitere Vorträge über Afrika und verfasste seine Memoiren.
In diesen Memoiren räumte Lemaire ein, speziell kurz nach seiner Ankunft im Kongo mit Gewalt und Härte gegen die indigene Bevölkerung vorgegangen zu sein. Speziell als es im Bezirk Équateur nicht gelang, die Vorgaben zur Kautschukgewinnung zu erfüllen, sei seine erste Reaktion Gewalt gewesen. Erst später habe er eingesehen, dass dieses Vorgehen nicht zum Erfolg führen würde und hatte deswegen davon Abstand genommen.
Lemaire konnte sich rehabilitieren, als ihn 1920 der Kolonialminister Louis Franck unter Berücksichtigung seiner wissenschaftlichen Forschungen im Kongo bei deren Gründung zum Direktor der Antwerpener Kolonialuniversität ernannte6. Außerdem wurde er 1923 zum außerordentlichen Mitglied der Akademie der Kolonialwissenschaften gewählt und war Mitglied zahlreicher wissenschaftlicher und geographischer Gesellschaften.
Er starb am 21. Januar 1926 in Brüssel und wurde am 25. Januar mit militärischen Ehren beigesetzt.

## Auszeichnungen
Grammatotria lemairii und Lamprologus lemairii, zwei im Tanganjikasee endemische Buntbarscharten sind nach Lemaine benannt.

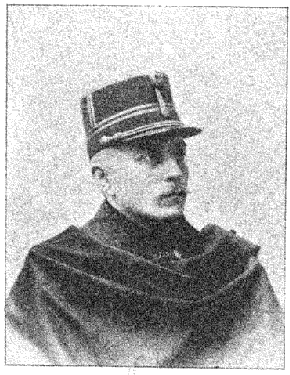
Charles Lemaire
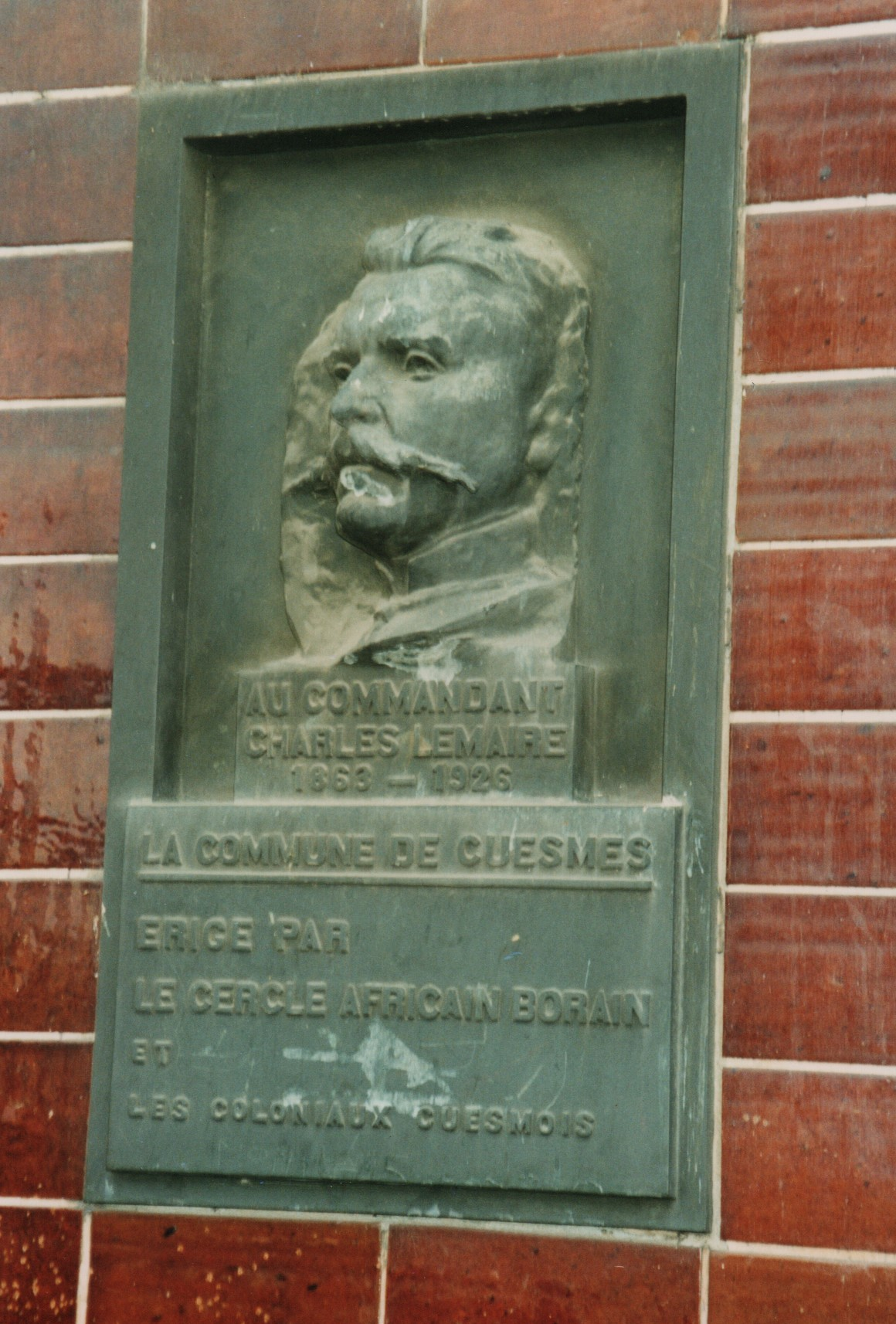
Gedenktafel in Cuesmes
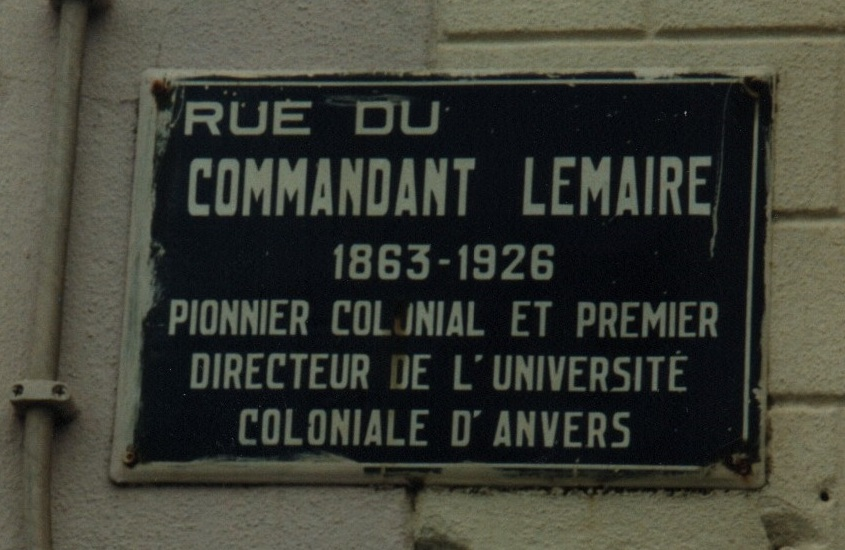
Gedenktafel an der Straße, die in Cuesmes nach Lemaire benannt wurde

Er erhielt folgende Orden und Medaillen:
- Kommandeur des belgischen Kronenordens;
- Offizier des  belgischen Leopoldordens;
- Ritter des  französischen Ordens vom Schwarzen Stern;
- Ritter des belgischen Löwenordens;
- Service-Medaille (Étoile de Service) des Freistaats Kongo;
- belgisches Kriegskreuz;
- Gedenkmedaille Leopolds des II.;
- Goldmedaille der belgischen Société de géographie, Antwerpen;
- Goldmedaille der französischen Société de géographie. Paris;
- Goldmedaille der Stiftergesellschaft Malte Brun.

## Publikationen (Auswahl)
- 1894: Congo et Belgique: (à propos de l'Exposition d'Anvers) / par le lieutenant Lemaire, Ch.
- 1895: Au Congo : comment les noirs travaillent, par le lieutenant Lemaire, Ch.
- 1897: Africaines, édit Bulens, contributions à l'histoire de la femme en Afrique
- 1898–1900: Etat indépendant du Congo. Mission scientifique du Katanga. Itinéraire parcouru du 5 août 1898 au 2 mars 1900 / Observateurs le lieutenant Ch. Lemaire
- 1901: Mission scientifique du Katanga: résultats des observations astronomiques, magnétiques et altimétriques effectuées sur le territoire de l'État indépendant du Congo / par le capitaine Lemaire, Charles, Bulens éditeur, Bruxelles.